# Sammy Fain
Sammy Fain (Nueva York, 17 de junio de 1902-Los Ángeles, 6 de diciembre de 1989) fue un compositor de canciones para cine estadounidense, principalmente recordado por haber compuesto la canción Secret Love, con letra de Paul Francis Webster, en 1954 para la película Calamity Jane donde era interpretada por Doris Day; dicha canción ganó el premio Óscar a la mejor canción original de dicho año. Fain fue nominado al mismo premio en 1937 por la canción That Old Feeling para la película Vogues of 1938. También compuso canciones para numerosos musicales de Broadway, llegando a firmar la partitura completa de algunos títulos como Ankles Aweigh (1955) o Christine (1960).
Su nombre y varias de sus canciones están incluidos en el popular libro-cancionero Great American Songbook.

## Premios y distinciones
Premios Óscar
| Año  | Categoría              | Canción                          | Película              | Resultado |
| ---- | ---------------------- | -------------------------------- | --------------------- | --------- |
| 1938 | Mejor canción original | «That Old Feeling»               | Vogues of 1938        | Nominado  |
| 1954 | Mejor canción original | «Secret Love»                    | Doris Day en el Oeste | Ganador   |
| 1956 | Mejor canción original | «Love Is a Many-Spendored Thing» | La colina del adiós   | Ganador   |
| 1958 | Mejor canción original | «April Love»                     | April Love            | Nominado  |
| 1959 | Mejor canción original | «Almost in Your Arms»            | Un cierta sonrisa     | Nominado  |
| 1959 | Mejor canción original | «A Very Precious Love»           | Nací para ti          | Nominado  |
| 1963 | Mejor canción original | «Tender Is the Night»            | Suave como el visón   | Nominado  |
| 1973 | Mejor canción original | «Strange are the ways of love»   | La madrastra          | Nominado  |
| 1977 | Mejor Canción          | «A World That Never Was»         | Half a House          | Nominado  |
| 1978 | Mejor Canción          | «Someone's Waiting for You»      | Los rescatadores      | Nominado  |